# Mimus melanotis
Mimus melanotis é uma espécie de ave da família Mimidae.
É endémica do Equador.
Os seus habitats naturais são: florestas secas tropicais ou subtropicais , florestas de mangal tropicais ou subtropicais, matagal árido tropical ou subtropical e matagal húmido tropical ou subtropical.